# Hanna von Hoerner
Hanna von Hoerner (14 de noviembre de 1942 - 4 de julio de 2014) fue una astrofísica alemana. Fundó la empresa von Hoerner & Sulger, que produce instrumentos científicos, especialmente analizadores de polvo utilizados en misiones espaciales por la ESA y la NASA.

## Biografía
Hanna von Hoerner nació en Görlitz en 1942. Su padre fue el astrofísico Sebastian von Hoerner.  Con su apoyo, ella construyó un circuito eléctrico a la edad de tres años, reparó radios a los seis y construyó un osciloscopio a los catorce años.  A principios de la década de 1960, después de terminar su Abitur (evaluación estudiantil), se mudó con su familia a Estados Unidos y trabajó como asistente de investigación en el Observatorio Nacional de Radioastronomía, donde también trabajaba su padre.

## Carrera

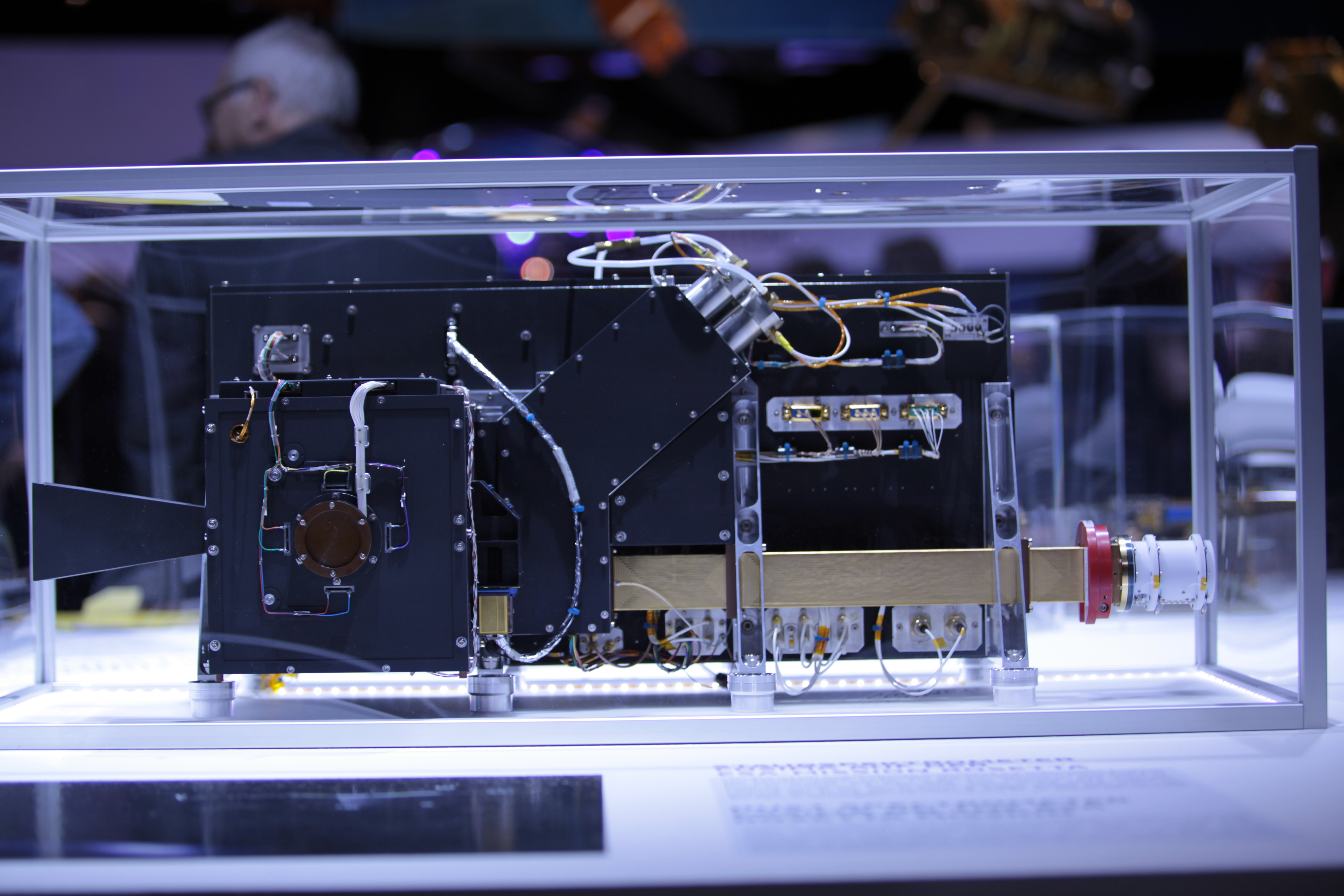
Uno de los instrumentos de la nave espacial Rosetta: COSIMA (Cometary Secondary Ion Mass Analyser), presentado en el ILA Berlin Air Show 2014.

En 1965, regresó a Alemania para estudiar física experimental en la Universidad de Heidelberg.  Recibió su licenciatura en 1971 y su doctorado en 1974.  En 1971, fundó la empresa von Hoerner & Sulger, con sede en Schwetzingen y productora de instrumentos científicos para su uso en el espacio y la medicina.  Se hizo famosa en la industria espacial en 1979–1980 cuando su empresa fue encargada por el Instituto Max Planck para la Investigación del Sistema Solar para diseñar un detector de polvo cósmico para usar en las misiones del programa Vega a Venus.  La compañía más tarde recibiría comisiones de la ESA y la NASA.
Su proyecto más grande fue el diseño de COSIMA (Cometary Secondary Ion Mass Analyzer), un instrumento a bordo de la nave Rosetta que analiza la composición de las partículas de polvo utilizando la espectrometría de masas de iones secundarios.  Von Hoerner & Sulger había diseñado previamente CIDA (Cometary and Interstellar Dust Analyzer), un instrumento de análisis de polvo a bordo de la nave espacial de la NASA Stardust, lanzado en 1999.
Recibió la Orden del Mérito de Baden-Wurtemberg en 2009 y la Orden del Mérito de la República Federal de Alemania Primera Clase en 2013 por sus contribuciones a la ciencia espacial en Alemania.

## Muerte
Murió en Oftersheim el 4 de julio de 2014, a la edad de 71 años.